# Туруново (Батиревський район)
Туруно́во (рос. Туруново, чув. Тăрăн) — село у складі Батиревського району Чувашії, Росія. Входить до складу Туруновського сільського поселення.
Населення — 677 осіб (2010; 704 у 2002).
Національний склад:
- чуваші — 99 %